# Levonkî, Cernihiv
Levonkî (în ucraineană Левоньки) este un sat în comuna Jukotkî din raionul Cernihiv, regiunea Cernihiv, Ucraina.

## Demografie
Componența lingvistică a localității Levonkî
     Ucraineană (98,15%)
     Rusă (1,85%)
Conform recensământului din 2001, majoritatea populației localității Levonkî era vorbitoare de ucraineană (98,15%), existând în minoritate și vorbitori de rusă (1,85%).